# Dihammaphora gutticollis
Dihammaphora gutticollis är en skalbaggsart som beskrevs av Pierre Émile Gounelle 1913. Dihammaphora gutticollis ingår i släktet Dihammaphora och familjen långhorningar. Inga underarter finns listade i Catalogue of Life.